# Revaz Chkheidze
Revaz "Rezó" Chkheidze (o Chjeídze, (en georgiano), რევაზ "რეზო" ჩხეიძე, Kutaisi, 8 de diciembre de 1926 – Tbilisi, 3 de mayo de 2015) fue un director de cine georgiano, Artista del Pueblo de la URSS, conocido por su serie de dramas soviéticas, como Otéts soldata de 1964.

## Biografía
Nacido en el seno de la familia de David Chkheidze (ejecutado en la Gran Purga in 1937), Chkheidze estudió actuación en el Instituto de Teatro de Tbilisi desde 1943 a 1946 y continuó su educación bajo la tutela de Serguéi Yutkévich y Mijaíl Romm en la VGIK de Moscú desde 1949 hasta 1953. Chkheidze dirigió doce películas y miniseries para televisión entre 1953 y 2008. Obtuvo la fama con Magdana's Donkey, codirigida con Tengiz Abuladze, con el que ganó el Mejor cortometraje de ficción en el Festival Internacional de Cine de Cannes de 1956. Su película de 1964 Otéts soldata (El padre del soldado) fue seleccionada en el Festival Internacional de Cine de Moscú de 1964. En 1972, su pelíicula Sázhentsy ganó el diploma en el Festival Internacional de Cine de Moscú de 1972.
Durante la era soviética, Chkheidze fue miembro del Partido Comunista y ejerció las funciones de secretario delSindicato Georginao de directores de 1963 a 1981. Además, fue elegido dos veces para el Soviet Supremo de la Unión Soviética en 1974 y 1979. Fue nombrado director ejecutivo del estudio Kartuli Pilmi de Georgia en 1973, cargo que ocupó, intermitentemente, en la década de los 90.
Chkheidze recibió premios y galardones como el de Artista del Pueblo de la URSS (1980), Premio Lenin  (1986), la Orden de Honor de Georgia (1996) y la de Ciudadano Honorario de Tbilisi (2001). Un estrella en su honor fue colocasa por el Ministerio de Cultura delantedel Rustaveli Cinema de Tbilisi en 2013.
Revaz Chkheidze murió el 3 de mayo de 2015. Su hija Tamar es una historiadora y activista contra la Unión Soviética en los 80 y 90.

## Filmografía
Como director
- Borís Paichadze (1953) (en homenaje al futbolista Borís Paichadze)
- In Our Courtyard (1956)
- Maia Tskneteli (1959)
- Treasure (1961)
- Zgvis biliki (1962)
- Otéts soldata (1964)
- Look at These Young People! (1969)
- Sázhentsy (1972)
- Earth, This Is Your Son (1980)
- Tskhovreba Don Kikhotisa da Sancho Panchosi (1988) (basada en la novela Don Quijote de la Mancha y titulada como el ensayo Vida de don Quijote y Sancho de Miguel de Unamuno, TV Mini-Series)
- Matskhovris Saplavze Antebuli Santeli (2008)

Como guionista
- Qeratmiani qalishvili (1968) (TV Short)
- Earth, This Is Your Son (1980)
- Tskhovreba Don Kikhotisa da Sancho Panchosi (1988) (TV Mini-Series)
- Matskhovris Saplavze Antebuli Santeli (2008)